# EFeM
eFeM je česká hudební kapela vytvořená v roce 2014 autorskou dvojicí Filip Sázavský a Martin Chobot.

## Historie
Filip Sázavský a Martin Chobot jsou přátelé od dětství. Žijí v Praze, věnují se hudbě od mládí. Martin Chobot působí jako kytarista v kapele Ewy Farné.
Tvorba kapely eFeM vychází z folku a klasické písničkářské tvorby. Texty jsou v češtině a hudbu komponují na základě popu, rocku a folku. Na hudební scénu dvojice vstoupila prvním singlem s názvem „Zmatená generace“ (2014). Dne 27. ledna 2015 pokřtili na Občanské plovárně v Praze debutové album s názvem Kolem nás.

## Diskografie

### Kolem nás(2015)
- Zmatená generace
- Kolem nás
- Sbírka
- Barevné polibky
- Co proti mě máš
- Tvary snů
- Dětské lži
- Škarohlíd
- Vojna a mír
- Deset let